# 蒲鋼
蒲鋼（1439年—？），字南金，廣東廣州府南海縣人，民籍，明朝政治人物。進士出身。

## 生平
早年出身國子生，成化七年（1471年）辛卯科廣東鄉試第三名。成化十四年（1478年）戊戌科會試第三百五名，殿試登進士第三甲第二十三名。

## 家族
曾祖父蒲子文，曾任教谕。祖父蒲頑璟。父亲蒲永堅。母李氏。具慶下。弟鏞、鍔。娶黄氏。